# Johannes Hertel
Johannes Hertel, född 13 mars 1872, död 27 oktober 1955, var en tysk indolog.
Hertel blev 1919 professor i Leipzig. Hertels stora vetenskapliga insats ligger på den indiska sagolitteraturens område. Speciellt behandlade han i flera arbeten Panchatantras traditionsförhållanden, särskilt i Das Pañcatantra, seine Geschichte und Verbreitung (1914). Hans studier av jainalitteratur är sammanfattade i arbetet On the literature of the Shvetambaras of Gujarat (1922). 
Framför allt i den av honom grundade Indo-iranische Quellen und Forschungen (1924-) har Hertel gripit sig an med den vediska och avestiska religionshistoriens problem, sedda mot bakgrunden av en indoiransk kulturgemenskap, med bortseende från de historiskt betingade olikheterna, så att de bägge traditionerna ömsesidigt få förklara varandera. Han metod kan dock inte anses ha lett till några genomgripande resultat.